# ! (álbum de Trippie Redd)
! es el segundo álbum de estudio del rapero y cantante estadounidense Trippie Redd. Fue lanzado el 9 de agosto de 2019 por TenThousand Projects y Caroline Records. El álbum incluye apariciones de Diplo, The Game, Lil Duke, Lil Baby y Coi Leray. El álbum también contó originalmente con Playboi Carti, pero luego fue eliminado del álbum.

## Antecedentes
En enero de 2019, Trippie Redd anunció que tenía dos proyectos más que se lanzarían pronto en una transmisión en vivo de Instagram, su segundo álbum de estudio, Immortal y Mobile Suit Pussy, que supuestamente iba a ser su cuarto mixtape comercial, pero luego se desechó. Explicó que Immortal tendría pistas donde están presentes conceptos profundos y románticos, mientras que Mobile Suit Pussy habría contenido pistas que son "bangers". Más tarde, en marzo de 2019, en otra transmisión en vivo de Instagram, Redd declaró que su segundo álbum había "cambiado y cambiado" y ya no se titulaba Immortal. Más tarde reveló que el álbum se titularía como ! , la cual fue inspirado por el álbum ? (2018) de XXXTentacion.
Trippie lanzó el sencillo principal del álbum "Under Enemy Arms" el 29 de mayo de 2019. ! Confirmó en una entrevista con Zane Lowe de Beats 1 Radio que el álbum se titularía ! y ya estaba completo, pero quería agregar varias funciones más, así como vídeos.

## Lista de canciones
| N.º | Título                                   | Producer(s)  | Duración |  |
| 1.  | «!»                                      | Diplo        | 2:15     |  |
| 2.  | «Snake Skin»                             | Hammad Beats | 3:06     |  |
| 3.  | «Be Yourself»                            | OZ           | 3:16     |  |
| 4.  | «I Try»                                  | Chopsquad DJ | 2:41     |  |
| 5.  | «They Afraid of You» (con Playboi Carti) | Chopsquad DJ | 2:18     |  |
| 6.  | «Immortal» (con The Game)                | Hammad Beats | 3:24     |  |
| 7.  | «Throw It Away»                          | OZ           | 2:45     |  |
| 8.  | «Keep Your Head Up»                      | Murda Beatz  | 3:23     |  |
| 9.  | «Riot»                                   | KD33         | 3:13     |  |
| 10. | «Mac 10» (con Lil Baby y Lil Duke)       | Wheezy       | 2:07     |  |
| 11. | «Everything BoZ» (con Coi Leray)         | Hammad Beats | 3:25     |  |
| 12. | «Under Enemy Arms»                       | Hammad Beats | 2:42     |  |
| 13. | «Lil Wayne»                              | OZ           | 1:42     |  |
| 14. | «Signing Off»                            | Staccato     | 2:05     |  |

## Posicionamiento en lista
| Lista (2019)                          | Posiciones |
| ------------------------------------- | ---------- |
| Alemania (Media Control Charts)       | 79         |
| Australia (ARIA)                      | 24         |
| Austria (Ö3 Austria)                  | 44         |
| Bélgica (Ultratop flamenca)           | 25         |
| Bélgica (Ultratop valona)             | 51         |
| Canadá (Billboard Canadian Albums)    | 10         |
| Dinamarca (Hitlisten)                 | 27         |
| Países Bajos (Album Top 100)          | 11         |
| Finlandia (Suomen Virallinen Lista)   | 37         |
| Francia (SNEP)                        | 60         |
| Irlanda (IRMA)                        | 20         |
| Latvian Albums (LAIPA)                | 11         |
| Lithuanian Albums (AGATA)             | 25         |
| Nueva Zelanda (Recorded Music NZ)     | 10         |
| Noruega (VG-lista)                    | 8          |
| Suecia (Sverigetopplistan)            | 51         |
| Reino Unido (UK Albums Chart)         | 19         |
| US Billboard 200                      | 3          |
| US Top R&B/Hip-Hop Albums (Billboard) | 2          |